# Mia Mottley
Mia Amor Mottley (n. 1 octombrie 1965, Barbados) este un politician și avocat din Barbados care ocupă funcția de prim-ministru al acestei țări din 2018 și lider al Partidului Laburist (PLB). Mottley este a opta persoană care ocupă funcția de prim-ministru în Barbados și prima femeie care ocupă ambele funcții.
Mottley este membru al Parlamentului pentru circumscripția Saint Michael North East din 1994. Între 1994 și 2008, a deținut o succesiune de portofolii ministeriale, inclusiv funcția de procuror general al Barbadosului, devenind prima femeie numită în această funcție. De asemenea, este membră a Dialogului Interamerican.
Mottley a fost de două ori liderul opoziției în Adunarea Barbadosului, camera inferioară a parlamentului acestei țări, mai întâi din 2008 până în 2010, apoi din 2013 până în 2018. În 2018, PLB-ul condus de Mottley a câștigat o victorie istorică la alegerile generale din 24 mai, asigurând toate cele 30 de locuri în Cameră - devenind primul partid care realizează această ispravă - pe lângă câștigarea a 72,8% din votul popular, care este cea mai mare pondere atinsă vreodată de un partid la alegerile generale.